# Магомедов, Дамада Ачалоевич
Дамада Ачалоевич Магомедов (12 октября 1999, с. Мачада, Шамильский район, Дагестан, Россия) — российский спортсмен, специализируется по ушу. Победитель и призёр чемпионата России, победитель Первенства Европы.

## Спортивная карьера
Уроженец села Мачада. Является воспитанником кизлярского спортклуба имени Ахматова, тренируется у Ачало Магомедаминова и Магомеда Абдулхаликова. В середине мая 2016 года в Москве выиграл первенство Европы среди спортсменов 15-16 лет. В марте 2017 года в Губдене выиграл первенство Дагестана среди юниоров. 8 октября 2018 года ему было присвоено звание мастер спорта России. В январе 2020 года в Каспийске выиграл чемпионат Дагестана. В середине октября 2020 года во Владимире выиграл чемпионат России. В апреле 2024 года в Москве, стал бронзовым призёром чемпионата России. В ноябре 2024 года в Москве в составе сборной Дагестана стал обладателем Кубка России.

## Спортивные достижения
- Первенство Европы по ушу среди юниоров 2016 — ;
- Чемпионат России по ушу 2021 — ;
- Чемпионат России по ушу 2024 — ;
- Кубок России по ушу 2024 (команда) — ;